# Zonitis cylindracea
Zonitis cylindracea es una especie de coleóptero de la familia Meloidae.

## Distribución geográfica
Habita en Nueva Gales del Sur (Australia).